# 4 Horas de Barcelona
Las 4 Horas de Barcelona es una carrera de automovilismo de velocidad disputada en el Circuit de Catalunya de Montmeló, España. El evento forma parte de la European Le Mans Series desde 2019 e históricamente ha contado con diferentes nomenclaturas coincidiendo con diferentes tipos de reglamentos automovilísticos relacionados con este tipo de prueba de resistencia.

## Ganadores
| Año                            | Nombre de la Carrera          | Pilotos                                       | Automóvil                | Escudería              | Campeonato                                    | Ref   |
| ------------------------------ | ----------------------------- | --------------------------------------------- | ------------------------ | ---------------------- | --------------------------------------------- | ----- |
| 1933                           | 1000 km del A.C.C.            | Ignacio Macaya José Pons                      | Ford 3620cc              |                        | Campeonato de Cataluña de Automovilismo       | [ 3 ] |
| 1934-1953: No se disputó       |                               |                                               |                          |                        |                                               |       |
| Circuito de Montjuïc           |                               |                                               |                          |                        |                                               |       |
| 1954                           | Copa Montjuich                | Joaquín Palacio Pover                         | Pegaso Spyder            |                        | Ninguno                                       |       |
| 1955                           | Copa Montjuich                | Willie Daetwyler                              | Ferrari 750 Monza        |                        | Ninguno                                       |       |
| 1956: No se disputó            |                               |                                               |                          |                        |                                               |       |
| 1957                           | Trofeo Nuvolari               | Gerardo de Andrés                             | Mercedes-Benz 300 SL     |                        | Ninguno                                       |       |
| 1958                           | Trofeo Nuvolari               | Alex Soler-Roig                               | Porsche 356 Carrera      |                        | Ninguno                                       |       |
| 1959                           | Trofeo Nuvolari               | Alex Soler-Roig                               | Porsche RS               |                        | Ninguno                                       |       |
| 1960-1961: No se disputó       |                               |                                               |                          |                        |                                               |       |
| 1962                           | Trofeo Nuvolari               | Francisco Godia                               | Aston Martin DB4         |                        | Ninguno                                       |       |
| 1963                           | Trofeo Juan Jover             | Álex Soler-Roig                               | Porsche 356 Carrera      |                        | Ninguno                                       |       |
| 1964                           | Trofeo Juan Jover             | Charles Vögele                                | Lotus 19-Climax          |                        | Campeoanato de España de Automovilismo        |       |
| 1965                           | Trofeo Juan Jover             | Francisco Godia                               | AC Cobra-Ford            |                        | Campeoanato de España de Automovilismo        |       |
| 1966                           | Trofeo Juan Pinol             | Juan Fernández                                | Porsche 906              |                        | Campeoanato de España de Automovilismo        |       |
| 1967                           | 6 Horas de Barcelona          | Javier de Vilar Juan Fernández                | Porsche 911 S            |                        | Campeonato de España de Velocidad en Circuito |       |
| 1968                           | 6 Horas de Barcelona          | Brian Muir Francisco Godia                    | Ford GT40                | Escudería Montjuïc     | Campeonato de España de Velocidad en Circuito |       |
| 1969                           | 12 Horas de Barcelona         | Francisco Godia Juan Fernández                | Porsche 908              | Escuderia Montjuïc     | Campeonato de España de Velocidad en Circuito |       |
| 1970: No se disputó            |                               |                                               |                          |                        |                                               |       |
| 1971                           | 1000 km de Barcelona          | Jo Bonnier Ronnie Peterson                    | Lola T212-Ford           | Scuderia Filipinetti   | Campeonato de España de Velocidad en Circuito |       |
| 1972                           | 400 km de Barcelona           | John Burton                                   | Chevron B21-Ford         | Canon Racing Team      | Campeonato de Sport Prototipos de Europa      |       |
| 1973                           | 400 km de Barcelona           | Gérard Larrousse                              | Lola T292-BMW            | Archambeaud Racing     | Campeonato de Sport Prototipos de Europa      |       |
| 1974-1998: No se disputó       |                               |                                               |                          |                        |                                               |       |
| Circuito de Barcelona-Cataluña |                               |                                               |                          |                        |                                               |       |
| 1999                           | ATP ISRS Trophy Barcelona     | Emmanuel Collard Vincenzo Sospiri             | Ferrari 333 SP           | JB Giesse Team Ferrari | Campeonato de Sport Prototipos de la FIA      |       |
| 2000                           | ATP Trophy                    | Christian Pescatori David Terrien             | Ferrari 333 SP           | JB Giesse Team Ferrari | Campeonato de Sport Prototipos de la FIA      |       |
| 2001                           | Barcelona 2 horas, 30 minutos | Christian Pescatori Marco Zadra               | Ferrari 333 SP           | BMS Scuderia Italia    | Campeonato de Sport Prototipos de la FIA      |       |
| 2002                           | Barcelona 2 horas, 30 minutos | Sébastien Bourdais Jean-Christophe Boullion   | Courage C60-Peugeot      | Team Peugeot Total     | Campeonato de Sport Prototipos de la FIA      |       |
| 2003-2007: No se disputó       |                               |                                               |                          |                        |                                               |       |
| 2008                           | 1000 km de Cataluña           | Nicolas Minassian Marc Gené                   | Peugeot 908 HDi FAP      | Team Peugeot Total     | Le Mans Series                                |       |
| 2009                           | 1000 km de Cataluña           | Jan Charouz Tomáš Enge Stefan Mücke           | Lola-Aston Martin B09/60 | Aston Martin Racing    | Le Mans Series                                |       |
| 2010-2018: No se disputó       |                               |                                               |                          |                        |                                               |       |
| 2019                           | 4 Horas de Barcelona          | Roman Rusinov Job van Uitert Jean-Éric Vergne | Aurus 01                 | G-Drive Racing         | European Le Mans Series                       |       |
| 2020: No se disputó            |                               |                                               |                          |                        |                                               |       |
| 2021                           | 4 Horas de Barcelona          | Louis Delétraz Robert Kubica Ye Yifei         | Oreca 07                 | Team WRT               | European Le Mans Series                       |       |
| 2022                           | 4 Horas de Barcelona          | Tom Gamble Philip Hanson Duncan Tappy         | Oreca 07                 | United Autosports      | European Le Mans Series                       |       |
| 2023                           | 4 Horas de Barcelona          | Salih Yoluç Charlie Eastwood Louis Delétraz   | Oreca 07                 | Racing Team Turkey     | European Le Mans Series                       |       |